# Japan Women's Open Tennis 2016 - Qualificazioni singolare
Le qualificazioni del singolare femminile del Japan Women's Open Tennis 2016 sono state un torneo di tennis preliminare per accedere alla fase finale della manifestazione. Le vincitrici dell'ultimo turno sono entrate di diritto nel tabellone principale. In caso di ritiro di una o più giocatrici aventi diritto a queste sono subentrati le lucky loser, ossia le giocatrici che hanno perso nell'ultimo turno ma che avevano una classifica più alta rispetto alle altre partecipanti che avevano comunque perso nel turno finale.

## Teste di serie
1. Tamira Paszek (spostata nel tabellone principale)
2. Jana Čepelová (spostata nel tabellone principale)
3. Jennifer Brady (primo turno)
4. Rebecca Peterson (qualificata)
5. Sara Sorribes Tormo (primo turno)
6. Grace Min (ritirata, ancora impegnata nel torneo di Dalian)

1. Julia Glushko (primo turno)
2. Luksika Kumkhum (primo turno)
3. Aleksandra Krunić (ritirata)
4. Hiroko Kuwata (primo turno)
5. Jang Su-jeong (qualificata)
6. Antonia Lottner (Qualifying competition, Lucky loser)

## Qualificate
1. Miyu Katō
2. Jang Su-jeong

1. Erika Sema
2. Rebecca Peterson

## Lucky loser
1. Antonia Lottner

## Tabellone

### Legenda
| - Q = Qualificato - WC = Wild card - LL = Lucky loser | - ALT = Alternate - SE = Special Exempt - PR = Protected Ranking | - w/o = Walkover - r = Ritirato - d = Squalificato |

### Sezione 1
|  | Primo turno | Primo turno         | Primo turno         | Primo turno | Primo turno |  |  | Secondo turno | Secondo turno   | Secondo turno   | Secondo turno   | Secondo turno   |   |   | Ultimo turno | Ultimo turno | Ultimo turno | Ultimo turno | Ultimo turno |  |
|  |             |                     |                     |             |             |  |  |               |                 |                 |                 |                 |   |   |              |              |              |              |              |  |
|  | 5           | Sara Sorribes Tormo | Sara Sorribes Tormo | 1           | 4           |  |  |               |                 |                 |                 |                 |   |   |              |              |              |              |              |  |
|  |             | Miyu Katō           | Miyu Katō           | 6           | 6           |  |  | Miyu Katō     | Miyu Katō       | Miyu Katō       | 7               | 6               |   |   |              |              |              |              |              |  |
|  | Alt         | Yuki Chiang         | Yuki Chiang         | 3           | 64          |  |  | Yang Zhaoxuan | Yang Zhaoxuan   | Yang Zhaoxuan   | 62              | 0               |   |   |              |              |              |              |              |  |
|  |             | Yang Zhaoxuan       | Yang Zhaoxuan       | 6           | 7           |  |  |               |                 |                 |                 |                 |   |   |              | Miyu Katō    | Miyu Katō    | 6            | 6            |  |
|  | WC          | Ayano Shimizu       | 6                   | 4           | 6           |  |  |               |                 | 12              | Antonia Lottner | Antonia Lottner | 3 | 1 |              |              |              |              |              |  |
|  |             | Ol'ga Savčuk        | 3                   | 6           | 0           |  |  | WC            | Ayano Shimizu   | Ayano Shimizu   | 4               | 0               |   |   |              |              |              |              |              |  |
|  |             | Urszula Radwańska   | 6                   | 5           | 5           |  |  | 12            | Antonia Lottner | Antonia Lottner | 6               | 6               |   |   |              |              |              |              |              |  |
|  | 12          | Antonia Lottner     | 1                   | 7           | 7           |  |  |               |                 |                 |                 |                 |   |   |              |              |              |              |              |  |

### Sezione 2
|  | Primo turno            | Primo turno            | Primo turno            | Primo turno            | Primo turno            |  |  | Secondo turno          | Secondo turno          | Secondo turno          | Secondo turno | Secondo turno |   |   | Ultimo turno | Ultimo turno     | Ultimo turno     | Ultimo turno | Ultimo turno |  |
|  |                        |                        |                        |                        |                        |  |  |                        |                        |                        |               |               |   |   |              |                  |                  |              |              |  |
|  | 7                      | Julia Glushko          | 65                     | 6                      | 1                      |  |  |                        |                        |                        |               |               |   |   |              |                  |                  |              |              |  |
|  |                        | Sabina Sharipova       | 7                      | 2                      | 6                      |  |  | Sabina Sharipova       | Sabina Sharipova       | Sabina Sharipova       | 6             | 6             |   |   |              |                  |                  |              |              |  |
|  | Aleksandrina Najdenova | Aleksandrina Najdenova | Aleksandrina Najdenova | Aleksandrina Najdenova | Aleksandrina Najdenova |  |  | Aleksandrina Najdenova | Aleksandrina Najdenova | Aleksandrina Najdenova | 3             | 0             |   |   |              |                  |                  |              |              |  |
|  | BYE                    | BYE                    | BYE                    | BYE                    | BYE                    |  |  |                        |                        |                        |               |               |   |   |              | Sabina Sharipova | Sabina Sharipova | 4            | 4            |  |
|  | WC                     | Himari Sato            | Himari Sato            | 5                      | 4                      |  |  |                        |                        | 11                     | Jang Su-jeong | Jang Su-jeong | 6 | 6 |              |                  |                  |              |              |  |
|  |                        | Shūko Aoyama           | Shūko Aoyama           | 7                      | 6                      |  |  |                        | Shūko Aoyama           | 6                      | 5             | 4             |   |   |              |                  |                  |              |              |  |
|  |                        | Ons Jabeur             | Ons Jabeur             | 3                      | 2                      |  |  | 11                     | Jang Su-jeong          | 1                      | 7             | 6             |   |   |              |                  |                  |              |              |  |
|  | 11                     | Jang Su-jeong          | Jang Su-jeong          | 6                      | 6                      |  |  |                        |                        |                        |               |               |   |   |              |                  |                  |              |              |  |

### Sezione 3
|  | Primo turno | Primo turno        | Primo turno        | Primo turno | Primo turno |  |  | Secondo turno | Secondo turno      | Secondo turno | Secondo turno | Secondo turno |   |   | Ultimo turno       | Ultimo turno       | Ultimo turno | Ultimo turno | Ultimo turno |  |
|  |             |                    |                    |             |             |  |  |               |                    |               |               |               |   |   |                    |                    |              |              |              |  |
|  | 3           | Jennifer Brady     | Jennifer Brady     | 1           | 3           |  |  |               |                    |               |               |               |   |   |                    |                    |              |              |              |  |
|  |             | Daniela Hantuchová | Daniela Hantuchová | 6           | 6           |  |  |               | Daniela Hantuchová | 6             | 2             | 6             |   |   |                    |                    |              |              |              |  |
|  | Alt         | Jessica Moore      | Jessica Moore      | 1           | 0           |  |  | WC            | Miharu Imanishi    | 2             | 6             | 0             |   |   |                    |                    |              |              |              |  |
|  | WC          | Miharu Imanishi    | Miharu Imanishi    | 6           | 6           |  |  |               |                    |               |               |               |   |   | Daniela Hantuchová | Daniela Hantuchová | 4            | 6            | 3            |  |
|  | Alt         | Renata Voráčová    | Renata Voráčová    | 0           | 2           |  |  |               |                    | Erika Sema    | Erika Sema    | 6             | 3 | 6 |                    |                    |              |              |              |  |
|  |             | Xu Yifan           | Xu Yifan           | 6           | 6           |  |  | Xu Yifan      | Xu Yifan           | 6             | 2             | r             |   |   |                    |                    |              |              |              |  |
|  |             | Erika Sema         | Erika Sema         | 6           | 6           |  |  | Erika Sema    | Erika Sema         | 2             | 3             |               |   |   |                    |                    |              |              |              |  |
|  | 10          | Hiroko Kuwata      | Hiroko Kuwata      | 3           | 3           |  |  |               |                    |               |               |               |   |   |                    |                    |              |              |              |  |

### Sezione 4
|  | Primo turno     | Primo turno             | Primo turno      | Primo turno | Primo turno |  |  | Secondo turno           | Secondo turno           | Secondo turno           | Secondo turno           | Secondo turno           |   |   | Ultimo turno | Ultimo turno     | Ultimo turno     | Ultimo turno | Ultimo turno |  |
|  |                 |                         |                  |             |             |  |  |                         |                         |                         |                         |                         |   |   |              |                  |                  |              |              |  |
|  | 4               | Rebecca Peterson        | Rebecca Peterson | 7           | 6           |  |  |                         |                         |                         |                         |                         |   |   |              |                  |                  |              |              |  |
|  |                 | Riko Sawayanagi         | Riko Sawayanagi  | 63          | 1           |  |  | 4                       | Rebecca Peterson        | Rebecca Peterson        | 6                       | 6                       |   |   |              |                  |                  |              |              |  |
|  | Han Na-lae      | Han Na-lae              | 4                | 6           | 6           |  |  |                         | Han Na-lae              | Han Na-lae              | 3                       | 4                       |   |   |              |                  |                  |              |              |  |
|  | Arina Rodionova | Arina Rodionova         | 6                | 4           | 4           |  |  |                         |                         |                         |                         |                         |   |   | 4            | Rebecca Peterson | Rebecca Peterson | 6            | 6            |  |
|  | WC              | Makoto Ninomiya         | Makoto Ninomiya  | 3           | 1           |  |  |                         |                         |                         | Varatchaya Wongteanchai | Varatchaya Wongteanchai | 1 | 1 |              |                  |                  |              |              |  |
|  |                 | Ayaka Okuno             | Ayaka Okuno      | 6           | 6           |  |  | Ayaka Okuno             | Ayaka Okuno             | Ayaka Okuno             | 2                       | 3                       |   |   |              |                  |                  |              |              |  |
|  |                 | Varatchaya Wongteanchai | 6                | 1           | 6           |  |  | Varatchaya Wongteanchai | Varatchaya Wongteanchai | Varatchaya Wongteanchai | 6                       | 6                       |   |   |              |                  |                  |              |              |  |
|  | 8               | Luksika Kumkhum         | 3                | 6           | 4           |  |  |                         |                         |                         |                         |                         |   |   |              |                  |                  |              |              |  |